# Yomormia petrovi
Yomormia petrovi är en tvåvingeart som beskrevs av Jezek 1985. Yomormia petrovi ingår i släktet Yomormia och familjen fjärilsmyggor.
Artens utbredningsområde är Bulgarien. Inga underarter finns listade i Catalogue of Life.